# Jireel

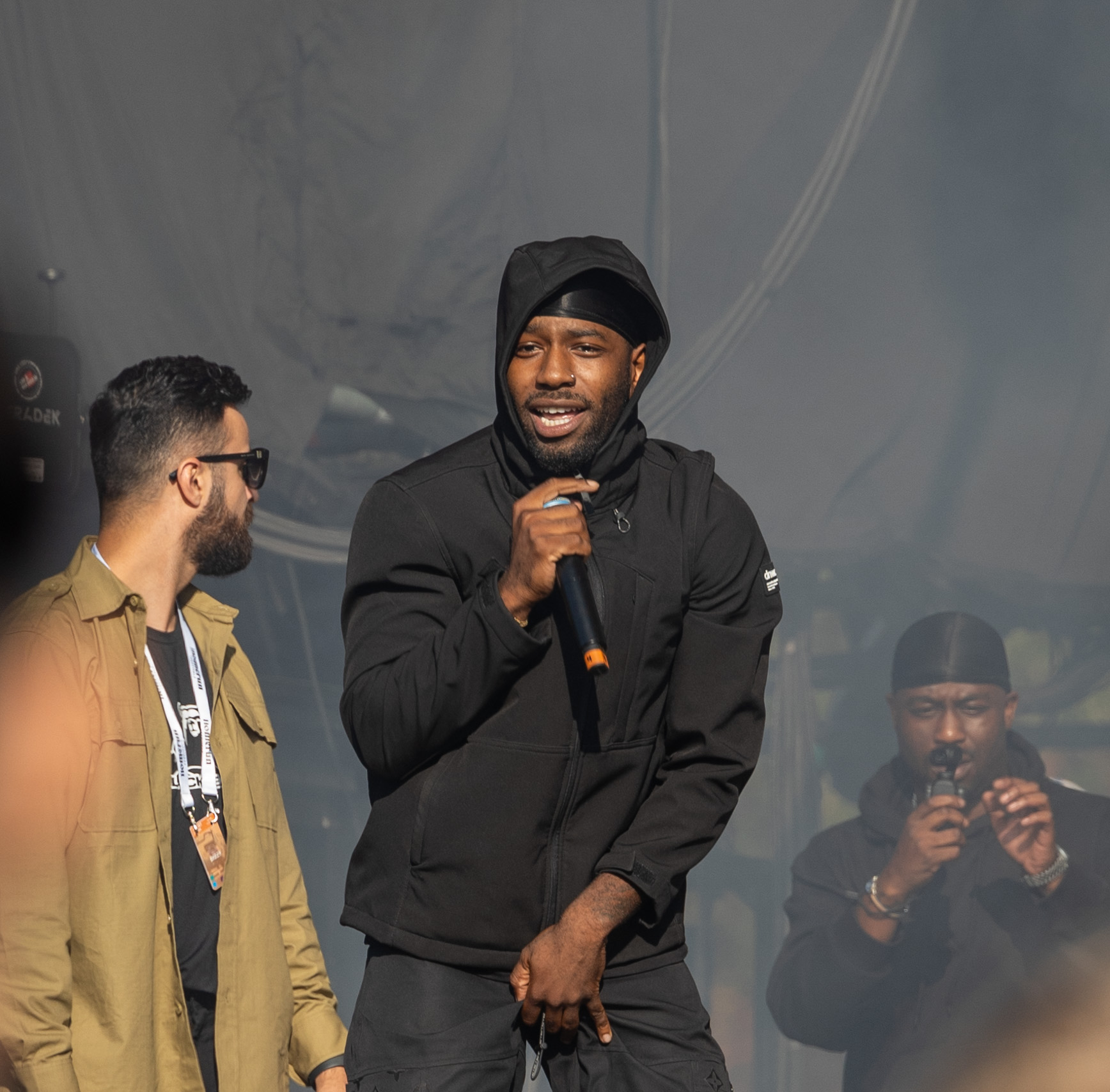
Jireel, 2024

Jireel Lavia Pereira (* 29. März 2000 in Angola), genannt Jireel, ist ein angolanisch-schwedischer Rapper.

## Biografie
Jireel wurde in Angola geboren, kam dann nach Schweden und wuchs als Jugendlicher in Stockholm auf. Mit etwa 10 Jahren sang er im Kirchenchor, bevor er sich für Rap zu interessieren begann. Bereits mit 16 Jahren hatte er mit Cataleya seinen ersten Hit. Zwar kam es nur auf Platz 36 der schwedischen Charts, es hielt sich aber insgesamt 40 Wochen und wurde mit Doppelplatin ausgezeichnet. Bereits im März 2017 erschien sein erstes Album Jettad, mit dem er auf Platz 15 einstieg. Das Album sowie die Songs Tagga und Man of the Year brachten ihm auch eine Nominierung für einen Grammis, den wichtigsten schwedischen Musikpreis, in der Kategorie Hiphop.
Der endgültige Durchbruch kam im Oktober desselben Jahres, als er zusammen mit Hov1 den Song Pari aufnahm und sie gemeinsam zum ersten Mal auf Platz 1 standen. Das Lied erreichte 3-fach-Platin.
Damit war Jireel etabliert und konnte mit seinen jährlichen Albumveröffentlichungen seinen Erfolg immer weiter steigern. Mit seinem vierten Album Sex känslor erreichte er 2020 Platz 5 und hielt sich 20 Wochen in den Charts. Top-5-Platzierungen in den Singlecharts erreichte er mit Säga mig (mit Stor), Alla mina (mit K27) und Gav allt (mit Victor Leksell und Reyn).

## Diskografie

### Alben
| Jahr | Titel       | Höchstplatzierung, Gesamtwochen, AuszeichnungChartsChartplatzierungen (Jahr, Titel, Platzierungen, Wochen, Auszeichnungen, Anmerkungen) | Anmerkungen                             |
| Jahr | Titel       | SE | Anmerkungen                             |
| ---- | ----------- | --- | --------------------------------------- |
| 2017 | Jettad      | SE15 (2 Wo.)SE | Erstveröffentlichung: 24. Februar 2017  |
| 2018 | 18          | SE13 (2 Wo.)SE | Erstveröffentlichung: 29. März 2018     |
| 2019 | Nitton      | SE10 (5 Wo.)SE | Erstveröffentlichung: 29. März 2019     |
| 2020 | Sex känslor | SE5 (20 Wo.)SE | Erstveröffentlichung: 5. Juni 2020      |
| 2021 | 1953        | SE3 (4 Wo.)SE | Erstveröffentlichung: 8. Januar 2021    |
| 2022 | Moty        | SE2 (22 Wo.)SE | Erstveröffentlichung: 6. Mai 2022       |
| 2024 | Luanda      | SE7 (13 Wo.)SE | Erstveröffentlichung: 26. April 2024    |
| 2024 | Yemaya      | SE1 (29 Wo.)SE | Erstveröffentlichung: 15. November 2024 |

### Singles
| Jahr | Titel Album                            | Höchstplatzierung, Gesamtwochen, AuszeichnungChartsChartplatzierungen (Jahr, Titel, Album, Platzierungen, Wochen, Auszeichnungen, Anmerkungen) | Anmerkungen                                                                        |
| Jahr | Titel Album                            | SE | Anmerkungen                                                                        |
| --- | -------------------------------------- | --- | ---------------------------------------------------------------------------------- |
| 2016 | Cataleya Jettad                        | SE36 ×4Vierfachplatin · (40 Wo.)SE |                                                                                    |
| 2017 | Snap Jettad                            | SE22 Platin · (9 Wo.)SE |                                                                                    |
| 2017 | Tagga –                                | SE89 Gold · (1 Wo.)SE | Erstveröffentlichung: 21. April 2017                                               |
| 2017 | Man of the Year 18                     | SE41 Gold · (5 Wo.)SE | Erstveröffentlichung: 22. September 2017                                           |
| 2018 | Força 18                               | SE22 Platin · (6 Wo.)SE | Erstveröffentlichung: 19. Januar 2018                                              |
| 2018 | Woh 18                                 | SE62 (1 Wo.)SE | Erstveröffentlichung: 9. März 2018 featuring Lamix                                 |
| 2018 | Fast 18                                | SE54 (2 Wo.)SE | Erstveröffentlichung: 23. März 2018                                                |
| 2018 | Je t’aime Aqua Aqua                    | SE73 Gold · (1 Wo.)SE | mit Fricky                                                                         |
| 2018 | Peligrosa –                            | SE56 Gold · (3 Wo.)SE | Erstveröffentlichung: 6. Juli 2018                                                 |
| 2019 | Alla mina Nitton                       | SE3 Platin · (14 Wo.)SE | Erstveröffentlichung: 4. Januar 2019 featuring K27                                 |
| 2019 | Svårt Nitton                           | SE16 Gold · (3 Wo.)SE | Erstveröffentlichung: 22. März 2019                                                |
| 2019 | Wikipedia –                            | SE22 Gold · (4 Wo.)SE | Erstveröffentlichung: 24. Mai 2019                                                 |
| 2019 | Främling –                             | SE36 Gold · (3 Wo.)SE | Erstveröffentlichung: 19. Juli 2019 featuring Ibbe                                 |
| 2019 | Alla vet –                             | SE37 (2 Wo.)SE | Erstveröffentlichung: 18. Oktober 2019 mit Blacky                                  |
| 2019 | Rusch timmar –                         | SE85 (1 Wo.)SE | Erstveröffentlichung: 29. November 2019                                            |
| 2020 | Dröm –                                 | SE34 (2 Wo.)SE | Erstveröffentlichung: 3. Januar 2020                                               |
| 2020 | Stora –                                | SE57 (1 Wo.)SE | Erstveröffentlichung: 31. Januar 2020 mit Lamix                                    |
| 2020 | För evigt Sex Känslor                  | SE10 Platin · (10 Wo.)SE | Erstveröffentlichung: 6. März 2020 featuring Estraden                              |
| 2020 | Gav allt Sex Känslor                   | SE4 Platin · (12 Wo.)SE | Erstveröffentlichung: 3. April 2020 featuring Victor Leksell & Reyn                |
| 2020 | Relationer Sex Känslor                 | SE46 (2 Wo.)SE | Erstveröffentlichung: 1. Mai 2020                                                  |
| 2020 | Chérie Sex Känslor                     | SE55 (2 Wo.)SE | Erstveröffentlichung: 22. Mai 2020                                                 |
| 2020 | Tankarna 1953                          | SE45 (2 Wo.)SE | Erstveröffentlichung: 2. Oktober 2020                                              |
| 2020 | Förebild 1953                          | SE78 (1 Wo.)SE | Erstveröffentlichung: 30. Oktober 2020                                             |
| 2020 | En stund 1953                          | SE99 (1 Wo.)SE | Erstveröffentlichung: 11. Dezember 2020                                            |
| 2021 | Promille –                             | SE83 (1 Wo.)SE | Erstveröffentlichung: 16. April 2021 mit Lamix                                     |
| 2021 | Toute la nuit (Hela natten) Mode Avion | SE55 (1 Wo.)SE | Erstveröffentlichung: 18. Juni 2021 mit Migi                                       |
| 2021 | Dybala (Remix) –                       | SE49 (3 Wo.)SE | Erstveröffentlichung: 23. Juni 2021 mit K27 & Ricky Rich                           |
| 2021 | SL –                                   | SE66 (1 Wo.)SE | Erstveröffentlichung: 2. Juli 2021                                                 |
| 2021 | Passé –                                | SE31 (3 Wo.)SE | Erstveröffentlichung: 20. August 2021                                              |
| 2021 | Chansa Push3r                          | SE39 (3 Wo.)SE | Erstveröffentlichung: 27. August 2021 mit Dani M & Newkid featuring Simon Superti  |
| 2021 | Dagar i regn –                         | SE43 (3 Wo.)SE | Erstveröffentlichung: 4. November 2021                                             |
| 2021 | Better Day –                           | SE66 (1 Wo.)SE | Erstveröffentlichung: 2. Dezember 2021 mit Ricky Rich, A36, Jelassi & Mona Masrour |
| 2022 | Vad e de här? –                        | SE26 (3 Wo.)SE | Erstveröffentlichung: 15. Juli 2022                                                |
| 2022 | Tar hand om dig –                      | SE43 (1 Wo.)SE | Erstveröffentlichung: 30. September 2022                                           |
| 2022 | Avion –                                | SE72 (1 Wo.)SE | Erstveröffentlichung: 25. November 2022                                            |
| 2023 | Aura –                                 | SE35 (3 Wo.)SE | Erstveröffentlichung: 27. Januar 2023                                              |
| 2023 | Wine –                                 | SE61 (1 Wo.)SE | Erstveröffentlichung: 14. Februar 2023                                             |
| 2023 | Frero –                                | SE90 (1 Wo.)SE | Erstveröffentlichung: 28. April 2023                                               |
| 2023 | Ledare –                               | SE24 (4 Wo.)SE | Erstveröffentlichung: 12. Mai 2023 mit Dizzy                                       |
| 2023 | Mariachi –                             | SE25 (2 Wo.)SE | Erstveröffentlichung: 6. Oktober 2023 mit Dani M                                   |
| 2024 | Svart Ferrari Luanda                   | SE24 (2 Wo.)SE | Erstveröffentlichung: 12. Januar 2024                                              |
| 2024 | Minns du? Luanda                       | SE32 (2 Wo.)SE | Erstveröffentlichung: 9. Februar 2024 featuring Thomas Stenström                   |
| 2024 | Amiga Luanda                           | SE84 (1 Wo.)SE | Erstveröffentlichung: 8. März 2024                                                 |
| 2024 | Ibiza Yemaya                           | SE64 (1 Wo.)SE | Erstveröffentlichung: 28. Juni 2024                                                |
| 2024 | Wow Yemaya                             | SE95 (1 Wo.)SE | Erstveröffentlichung: 13. September 2024 mit Sondure                               |
| 2024 | DNA –                                  | SE2 (18 Wo.)SE | Erstveröffentlichung: 27. September 2024 mit Y4ska & Romanos                       |
| 2024 | Go Shawty Yemaya                       | SE66 (2 Wo.)SE | Erstveröffentlichung: 18. Oktober 2024                                             |
| 2024 | Santa Catalina Yemaya                  | SE11 (5 Wo.)SE | Erstveröffentlichung: 8. November 2024                                             |
| 2025 | Qurbani (Kom Tbx) –                    | SE6 (8 Wo.)SE | Erstveröffentlichung: 10. Januar 2025 mit Y4ska                                    |
| 2025 | Leyla –                                | SE54 (1 Wo.)SE | Erstveröffentlichung: 14. März 2025 mit Robin Kadir                                |
| 2025 | Love –                                 | SE12 (4 Wo.)SE | Erstveröffentlichung: 11. April 2025                                               |
| 2025 | Bad Bunny –                            | SE40 (2 Wo.)SE | Erstveröffentlichung: 16. Mai 2025                                                 |
| 2025 | Baby kom –                             | SE12 (… Wo.)SE | Erstveröffentlichung: 20. Juni 2025                                                |
| 2025 | Ay ay –                                | SE41 (2 Wo.)SE | Erstveröffentlichung: 4. Juli 2025 mit Nuqi                                        |
| Folgende Lieder erschienen nicht als Single, wurden aber durch das Album zum Download und Streaming bereitgestellt und konnten somit eine Platzierung erlangen: |                                        | |                                                                                    |
| |                                        | |                                                                                    |
| 2019 | Hat Nitton                             | SE76 Gold · (2 Wo.)SE |                                                                                    |
| 2020 | Den sommaren Sex Känslor               | SE20 (7 Wo.)SE | featuring Miriam Bryant                                                            |
| 2021 | Mexico 1953                            | SE23 (3 Wo.)SE | featuring Yasin                                                                    |
| 2022 | Mano Moty                              | SE1 (34 Wo.)SE |                                                                                    |
| 2022 | Winner Moty                            | SE10 Gold · (7 Wo.)SE | featuring A36                                                                      |
| 2022 | Santorini Moty                         | SE15 (5 Wo.)SE |                                                                                    |
| 2022 | Topp idag Moty                         | SE44 (1 Wo.)SE |                                                                                    |
| 2022 | Vem e bianca Moty                      | SE54 (1 Wo.)SE | featuring Cherrie                                                                  |
| 2024 | Kan jag fråga dig? Luanda              | SE49 (8 Wo.)SE |                                                                                    |
| 2024 | Armani Luanda                          | SE4 (9 Wo.)SE |                                                                                    |
| 2024 | Burna Boy Luanda                       | SE38 (2 Wo.)SE | mit Y4ska                                                                          |
| 2024 | Mamacita Luanda                        | SE61 (1 Wo.)SE |                                                                                    |

### Gastbeiträge
| Jahr | Titel Interpreten                               | Höchstplatzierung, Gesamtwochen, AuszeichnungChartsChartplatzierungen (Jahr, Titel, Interpreten, Platzierungen, Wochen, Auszeichnungen, Anmerkungen) | Anmerkungen                              |
| Jahr | Titel Interpreten                               | SE | Anmerkungen                              |
| ---- | ----------------------------------------------- | --- | ---------------------------------------- |
| 2017 | Trender Dani M featuring Jireel                 | SE41 (7 Wo.)SE | Erstveröffentlichung: 22. Oktober 2017   |
| 2017 | Pari Hov1 featuring Jireel                      | SE1 ×5Fünffachplatin · (40 Wo.)SE | Erstveröffentlichung: 3. November 2017   |
| 2018 | Säga mig Stor featuring Jireel                  | SE4 (10 Wo.)SE | aus Så mycket bättre 2018                |
| 2019 | Main Squeeze Lamix featuring Jireel             | SE38 (2 Wo.)SE | Erstveröffentlichung: 8. Februar 2019    |
| 2019 | Dela min tid Näääk featuring Jireel             | SE87 (1 Wo.)SE | Erstveröffentlichung: 11. Oktober 2019   |
| 2020 | Dör för min Newkid featuring Jireel             | SE77 (1 Wo.)SE | Erstveröffentlichung: 29. Mai 2020       |
| 2020 | Va min Victor Leksell featuring Jireel & Newkid | SE15 (6 Wo.)SE | Erstveröffentlichung: 17. Juni 2020      |
| 2020 | Ditt fel Miriam Bryant featuring Jireel         | SE12 Platin · (15 Wo.)SE | Erstveröffentlichung: 18. September 2020 |
| 2021 | Sanka Robin Kadir featuring Jireel, Macky & A36 | SE41 (6 Wo.)SE | Erstveröffentlichung: 23. Juli 2021      |